# Huawei P9

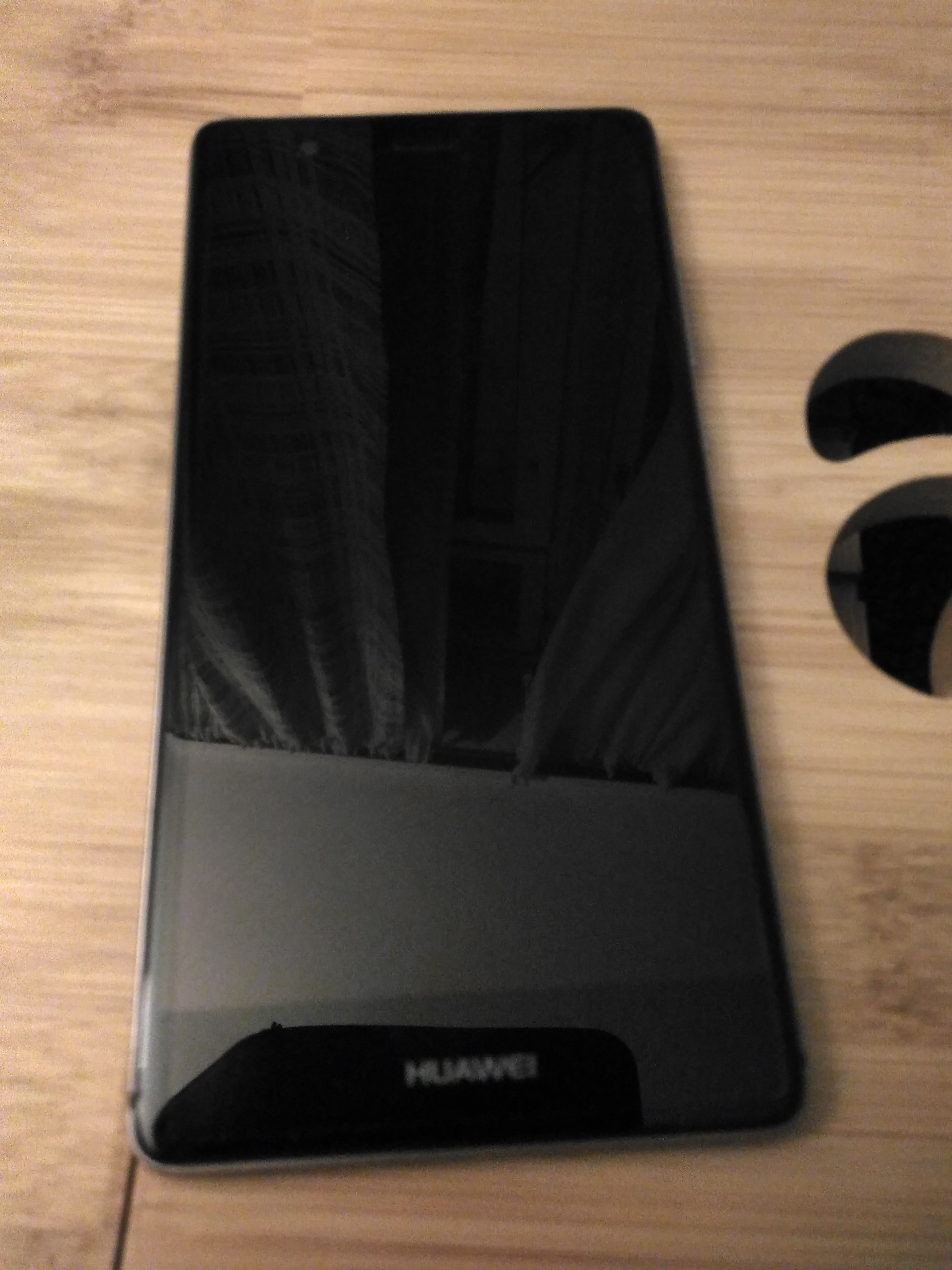
Huawei P9

Huawei P9 je high-endový smartphone vyráběný firmou Huawei. Byl představen v dubnu 2016. Je nástupcem telefonu Huawei P8, se kterým si zachovává téměř stejný design, nově má dvoučočkovou kameru vyvinutou ve spolupráci s firmou Leica a také snímač otisku prstu. Huawei P9 má 5,2palcový Full HD IPS-NEO LCD displej a běží na operačním systému Android 6.0 Marshmallow.
Smartphone byl vyvinut ve spolupráci se společností Leica Camera AG a přichází se dvěma zadními kamerami - jednu pro zachycení černobílého pohledu a další na zachycení barev. Obrázky se poté spojí a vytvoří finální obrázek s lepšími barvami a hloubkou.

## Hardware
Telefon je vybaven chipsetem HiSilicon Kirin 955 z vlastní dílny společnosti Huawei. Procesor tohoto chipsetu využívá architekturu big.LITTLE a disponuje 4 úspornými jádry Cortex-A53 na 1,8 GHz a 4 výkonnými jádry Cortex-A72 o frekvenci 2,5 GHz. O grafický výkon se stará čip Mali-T880 se čtyřmi grafickými jádry. Telefon nabízí 3 GB RAM a 32GB interní úložiště. Existuje také varianta se 4 GB RAM a 64GB interním úložištěm.
Huawei P9 disponuje čtečkou otisků prstů, která je umístěna na zádech telefonu.
Telefon je osazen displejem IPS-NEO s FullHD rozlišením a úhlopříčkou 5,2″ s jemností obrazu 423 ppi.
Zvukové schopnosti telefonu Huawei P9 jsou na dobré úrovni. Hlasitý reproduktor je umístěn na spodní hraně telefonu a nabízí dostatečně vysokou maximální hlasitost, reprodukovaný zvuk je čistý i s náznakem basů. Zvukový výstup zajišťuje kvalitní 3,5mm jack konektor.

## Huawei P9 a Leica
Huawei P9 disponuje dvojitým fotoaparátem s logem značky Leica, která se podílela na jeho vývoji v rámci spolupráce, uzavřené mezi firmami Huawei a Leica, která započala v únoru 2016. Tato spolupráce se zaměřila na tyto oblasti:
- vývoj modelu P9 v oblastech vývoje, hodnocení a optimalizaci optického designu tak, aby odpovídala standardům firmy Leica

- vývoj mechanické konstrukce modulu kamery tak, aby byly odstraněny světelné vady (závoje a odlesky)
- definice obrazové kvality s ohledem na barvy, vyvážení bílé, odlesky, expozici, dynamickou škálu, ostrost a šum
- zpracování obrazových dat s pomocí odborného dohledu firmy Leica
- definice standardů kvality a produkčních nároků na sériovou výrobu firmou Huawei tak, aby byla zajištěna konzistence vysoké kvality výrobků.[2]

## Kritika
Některá média kritizují toto zařízení pro kopírování designu z telefonu iPhone 6 pro použití šroubků typu pentalobe.